# Laurens van Hoepen
Laurens van Hoepen (Wassenaar, 6 settembre 2005) è un pilota automobilistico olandese, vincitore del Gran Premio della Nuova Zelanda nel 2023.

## Carriera

### Gli inizi
Dopo una carriera in kart da giovanissimo, dove ha ottenuto il terzo posto nel Campionato Europeo CIK-FIA Karting come miglior risultato. Nel 2021 prende parte alla Ultimate Cup Series nella classe F3 Regional. Il pilota olandese ottiene ben sette vittorie e chiude terzo in classifica finale dietro Nicolas Prost e Theo Vaucher.
Nel 2022 Van Hoepen passa alla Formula regional europea con il team ART Grand Prix insieme a Gabriele Minì e Mari Boya. Durante la stagione ottiene quattro piazzamenti a punti e chiude al ventunesimo posto.
Nel febbraio del 2023 prende parte agli ultimi due round della Formula Regional Oceania con il team M2 Competition. Durante l'esperienza in Oceania ottiene cinque podi tra cui la prestigiosa vittoria nel Gran Premio della Nuova Zelanda. Lo stesso anno torna con il team francese nella Formula regional europea. Nel suo secondo anno nella serie ottiene due podi, entrambi sul Circuito di Zandvoort.

### Formula 3

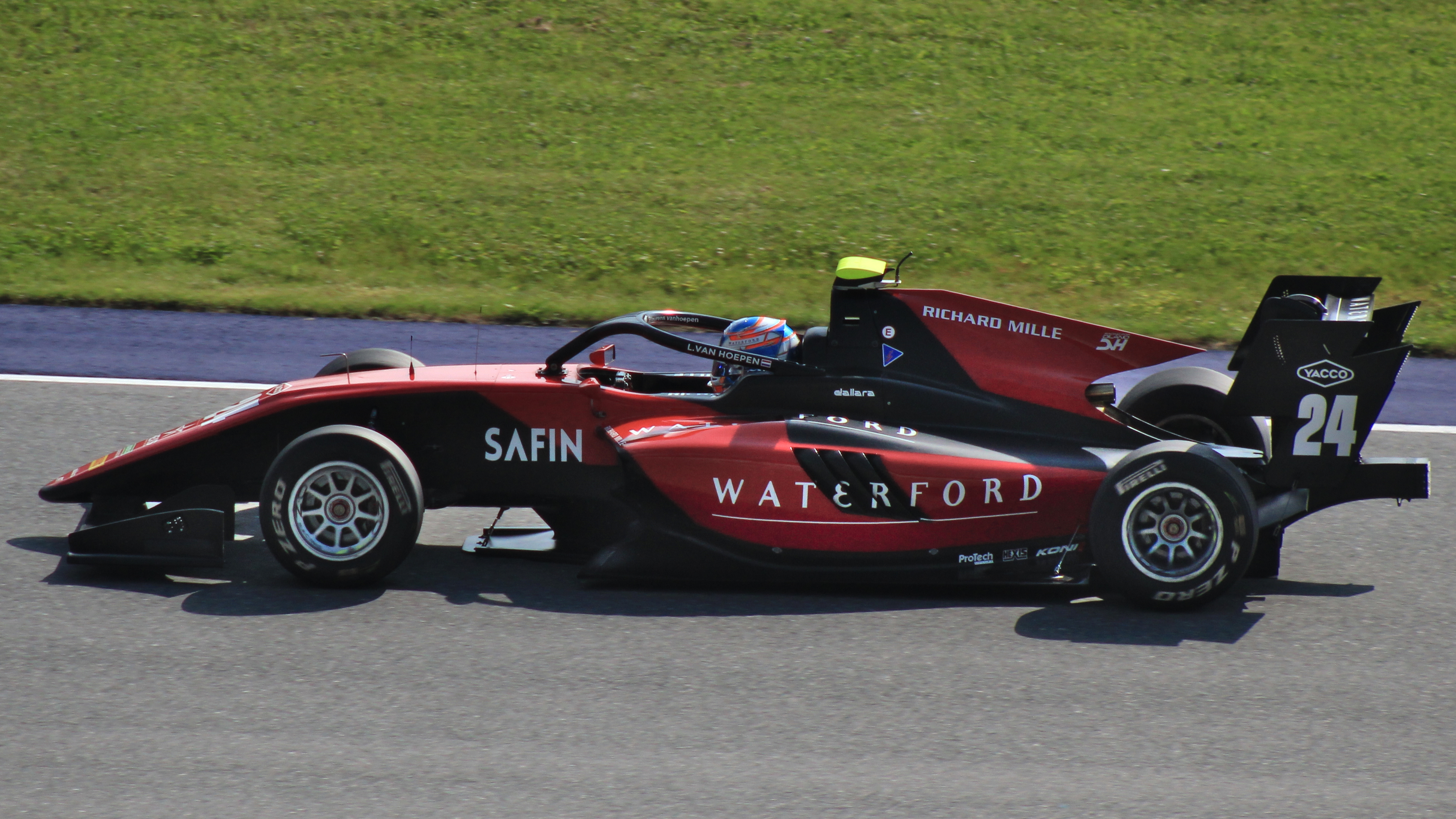
Laurens van Hoepen alla guida della Dallara F3 nel 2024

Van Hoepen si unisce al team ART Grand Prix per i test post-stagionali di Formula 3 2023 e poi partecipa, sostituendo Gregoire Saucy, al Gran Premio di Macao dove ottiene il decimo posto. Nel dicembre la squadra francese ha annunciato il pilota olandese per l'intera stagione 2024. Nella prima gara stagionale a Sakhir ottiene il secondo posto dietro il britannico, Arvid Lindblad. Nella prima parte della stagione ottiene altri due podi, arrivando in entrambi terzo. In seguito al Hungaroring ottiene la sua prima Pole position nella serie, in gara ottiene il secondo posto dietro Nikola Tsolov, ma a fine gara viene squalificato, la sua vettura era sotto peso di 4kg. Nel ultima gara della stagione a Monza parte ventinovesimo posto per poi rimontare fino al ottavo posto grazie a una gara strepitosa. L'olandese chiude la sua prima stagione in Formula 3 al tredicesimo posto con 58 punti.

## Risultati

### Riassunto della carriera
| Stagione | Serie                             | Team           | Gare | Vittorie | Pole | G.V | Podio | Punti | Pos. |
| -------- | --------------------------------- | -------------- | ---- | -------- | ---- | --- | ----- | ----- | ---- |
| 2021     | Ultimate Cup Series - F3 Regional | Graff          | 9    | 7        | 6    | 8   | 9     | 324   | 3º   |
| 2022     | Formula regional europea          | ART Grand Prix | 20   | 0        | 0    | 0   | 0     | 15    | 21º  |
| 2023     | Formula Regional Oceania          | M2 Competition | 6    | 1        | 2    | 1   | 5     | 154   | 11º  |
| 2023     | Formula regional europea          | ART Grand Prix | 20   | 0        | 0    | 0   | 2     | 71    | 10º  |
| 2023     | Gran Premio di Macao              | ART Grand Prix | 1    | 0        | 0    | 0   | 0     | N/A   | 10º  |
| 2024     | Formula 3                         | ART Grand Prix | 20   | 0        | 1    | 1   | 3     | 58    | 13°  |
| 2025     | Formula 3                         | ART Grand Prix | 15   | 0        | 0    | 1   | 1     | 48*   |      |

* Stagione in corso.

### Risultati in Formula Regional europea
(legenda) (Le gare in grassetto indicano la pole position) (Le gare in corsivo indicano Gpv)
| Stagione | Team           | 1   | 2   | 3   | 4   | 5   | 6   | 7   | 8   | 9   | 10  | 11  | 12  | 13  | 14  | 15  | 16  | 17  | 18  | 19  | 20  | Punti | Pos. |
| -------- | -------------- | --- | --- | --- | --- | --- | --- | --- | --- | --- | --- | --- | --- | --- | --- | --- | --- | --- | --- | --- | --- | ----- | ---- |
| 2022     | ART Grand Prix | MNZ | MNZ | IMO | IMO | MON | MON | LEC | LEC | ZAN | ZAN | HUN | HUN | SPA | SPA | RBR | RBR | CAT | CAT | MUG | MUG | 15    | 21º  |
| 2022     | ART Grand Prix | Rit | Rit | 20  | 13  | 8   | 8   | 18  | 13  | 19  | 21  | 11  | 15  | 20  | 15  | 8   | Rit | 18  | 19  | 10  | 17  | 15    | 21º  |
| 2023     | ART Grand Prix | IMO | IMO | CAT | CAT | HUN | HUN | SPA | SPA | MUG | MUG | LEC | LEC | RBR | RBR | MNZ | MNZ | ZAN | ZAN | HOC | HOC | 71    | 10º  |
| 2023     | ART Grand Prix | 11  | 12  | 10  | 9   | 13  | 5   | 19  | 16  | 16  | 22  | 6   | Rit | 17  | 20  | 7   | 5   | 3   | 3   | 9   | 18  | 71    | 10º  |

### Risultati Gran Premio di Macao
| Anno | Team           | Auto            | Qualifica | Gara |
| ---- | -------------- | --------------- | --------- | ---- |
| 2023 | ART Grand Prix | Dallara F3 2019 | 12°       | 10°  |

### Risultati in Formula 3
(legenda) (Le gare in grassetto indicano la pole position) (Le gare in corsivo indicano Gpv)
| Anno | Team           | 1   | 2   | 3   | 4   | 5   | 6   | 7   | 8   | 9   | 10  | 11  | 12  | 13  | 14  | 15  | 16  | 17  | 18  | 19  | 20  | Punti | Pos. |
| ---- | -------------- | --- | --- | --- | --- | --- | --- | --- | --- | --- | --- | --- | --- | --- | --- | --- | --- | --- | --- | --- | --- | ----- | ---- |
| 2024 | ART Grand Prix | SAK | SAK | MEL | MEL | IMO | IMO | MON | MON | CAT | CAT | RBR | RBR | SIL | SIL | HUN | HUN | SPA | SPA | MNZ | MNZ | 58    | 13º  |
| 2024 | ART Grand Prix | 2   | 15  | 3   | 13  | 7   | 13  | 3   | Rit | 5   | Rit | 5   | 8   | 9   | 11  | 9   | SQ  | 10  | 12  | 13  | 8   | 58    | 13º  |
| 2025 | ART Grand Prix | AUS | AUS | SAK | SAK | IMO | IMO | MON | MON | CAT | CAT | RBR | RBR | SIL | SIL | SPA | SPA | HUN | HUN | MON | MON | 48*   |      |
| 2025 | ART Grand Prix | Rit | 12  | 16  | 12  | 17  | 10  | 3   | 6   | 4   | 4   | 12  | SQ  | 4   | 7   | 23  | C   |     |     |     |     | 48*   |      |